# 春に散る
『春に散る』（はるにちる）は、沢木耕太郎による日本の小説。2015年4月1日から2016年8月31日まで、朝日新聞紙上にて連載された。連載および単行本のイラストは中田春彌が手掛けている。
その後、2016年12月31日に朝日新聞出版より単行本が上・下巻で同時刊行され、2020年2月7日には朝日文庫にて文庫化された。

## あらすじ
広岡仁一は40年ぶりに日本の地に降り立つ。彼はアメリカに渡った元ボクサーであり、引退後はホテル経営を行い、成功を収めていた。しかし心臓に持病を抱えてしまう。日本に戻ってきた彼が最初に行ったことは後楽園ホールでボクシングの試合を見ることだった。会場でかつて所属していたボクシングジム「真田拳闘倶楽部（真拳ジム）」の会長の娘で現会長である真田令子に偶然会い、後日真拳ジムを訪ねる。そこでかつての同期である仲間の近況を聞き、唯一所在の分かる藤原から尋ねることにした。
進藤不動産の土井佳菜子の協力で良い部屋を借り、藤原を始めとした同期を順々に尋ねる。皆、人生が上手く行かず、傷心しきっていた。そんな同期達に昔の仲間で共同生活を提案すると、やがて一人、また一人と集まってくる。
そして、佳菜子も参加した新生活を祝う飲み会後に、チンピラたちに絡まれるが難なく撃退する。その中にはある理由から引退を考えていたボクサー黒木翔吾がいた。

## 登場人物
広岡仁一
ボクシングジム「真田拳闘倶楽部（真拳ジム）」に所属していた元プロボクサー。後にアメリカに渡り、ホテル経営で財を成すが、心臓に持病を抱える。そして思うところがあり、40年振りに日本の地を踏む。
黒木翔吾
連勝しているが、ある判定勝ちから戦意を消失しており、引退を考えている若手ボクサー。
藤原次郎
「真田拳闘倶楽部」に所属していた元プロボクサー。現役時代はインサイド・アッパーを得意としていた。結婚したが、妻子とは別れている。冒頭の時点では、傷害事件で服役中。
佐瀬健三
「真田拳闘倶楽部」に所属していた元プロボクサー。現役時代はジャブの3段打ちを得意としていた。引退後にジムを開いたが事業に失敗。冒頭の時点では一人で暮らしている。
星弘
「真田拳闘倶楽部」に所属していた元プロボクサー。現役時代はボディー・フックを得意としていた。飲み屋のママと一緒になっていたらしいが、相手の女性は亡くなっている。
土井佳菜子
進藤不動産の事務員。不思議な力を持つ。
真田令子
広岡がかつて所属していたジムの会長の娘。現在は彼女が会長を務めている。
大塚俊
真拳ジムで世界挑戦が近いジム期待の星。

## 書誌情報
- 単行本：朝日新聞出版、2016年12月31日発売[4][5]
  - 上巻 ISBN 978-4-02-251441-7 / 下巻 ISBN 978-4-02-251442-4
- 文庫本：朝日文庫、2020年2月7日発売[6][7]
  - 上巻 ISBN 978-4-02-264947-8 / 下巻 ISBN 978-4-02-264948-5

## ラジオドラマ
2021年3月20日と27日にNHK-FMの「FMシアター」枠で前・後編形式で放送された。

### キャスト（ラジオドラマ）
- 広岡仁一 - 篠田三郎[8]
- 真田令子 - 真野響子[8]
- 黒木翔吾 - 山木透[8]

### スタッフ（ラジオドラマ）
- 原作 - 沢木耕太郎[8]
- 脚色 - 原田裕文[8]
- 音楽 - 谷川賢作[8]
- 演出 - 小見山佳典[8]
- 技術 - 西田俊和、山田顕隆[8]
- 音響効果 - 野村知成[8]

## 映画
2023年8月25日に公開された日本映画。監督は瀬々敬久、主演は佐藤浩市と横浜流星。
主演の横浜は2022年4月に本作の役作りのためボクシングを始め、2023年6月12日、プロテスト（日本ボクシングコミッション（JBC）のC級（4回戦））に合格した。
2023年12月20日、動画配信サービス「Lemino」での独占配信が開始された。

### キャスト（映画）

#### 主要人物
広岡仁一
演 - 佐藤浩市
黒木翔吾
演 - 横浜流星

#### 周辺人物
広岡佳菜子
演 - 橋本環奈
大塚俊
演 - 坂東龍汰
佐瀬健三
演 - 片岡鶴太郎
藤原次郎
演 - 哀川翔
中西利男
演 - 窪田正孝
真田令子
演 - 山口智子
山下裕二
演 -  松浦慎一郎
郡司
演 - 尚玄
原田
演 - 奥野瑛太
黒木和美
演 - 坂井真紀
ラウンドガール
演 - 清瀬汐希
巽会長
小澤征悦

### スタッフ（映画）
- 原作：沢木耕太郎『春に散る』（朝日文庫 / 朝日新聞出版刊）[14]
- 監督：瀬々敬久
- 脚本：瀬々敬久、星航[14]
- 音楽：田中拓人[14]
- 主題歌：AI「Life Goes On」（ユニバーサルミュージック）[15]
- 撮影：加藤航平[14]
- 照明：水瀬貴寛[14]
- 録音：高田伸也[14]
- 美術：井上心平[14]
- 装飾：櫻井啓介[14]
- 衣装：纐纈春樹[14]
- ヘアメイク：那須野詞[14]
- 編集：早野亮[14]
- VFXスーパーバイザー：立石勝[14]
- スクリプター：江口由紀子[14]
- 音響効果：岡瀬晶彦[14]
- 助監督：副島正寛[14]
- 題字：池田樂水[14]
- ボクシング指導・監修：松浦慎一郎[14]
- ボクシングアドバイザー：田中繊大（英語版）、内山高志[14]
- スーパーバイザー：池田朋寛[14]
- 制作担当：馬渕敦史[14]
- 製作：鷲見貴彦、園田憲、依田巽、益田祐美子、河内真人[14]
- キャスティングディレクター：元川益暢[14]
- エグゼクティブプロデューサー：木村麻紀[14]
- チーフプロデューサー：麻生英輔、松下剛[14]
- プロデューサー：星野秀樹[9]
- 共同プロデューサー：佐治幸宏[14]
- ラインプロデューサー：及川義幸[14]
- 製作：映画『春に散る』製作委員会（ベンチャーバンクエンターテインメント、TBSグロウディア、ギャガ、平成プロジェクト、朝日新聞出版）
- 配給：ギャガ[14]